# Віллаперуччо
Віллаперуччо (італ. Villaperuccio, сард. Sa Baronia) — муніципалітет в Італії, у регіоні Сардинія,  провінція Карбонія-Іглезіас.
Віллаперуччо розташоване на відстані близько 450 км на південний захід від Рима, 45 км на захід від Кальярі, 14 км на схід від Карбонії, 25 км на південний схід від Іглезіас.
Населення — 1093 особи (2014).
Покровитель — Beata Vergine del Rosario.

## Демографія
Населення за роками:

Станом на 1 січня 2023 року в муніципалітеті офіційно проживало 29 іноземців з 8 країн, серед них 10 громадян країн Євросоюзу та 1 громадянин України.

## Сусідні муніципалітети
- Наркао
- Нуксіс
- Пердаксіус
- Пішинас
- Сантаді
- Траталіас